# Mleczna
A Mleczna folyó Közép-Lengyelországban, a Radomka jobb oldali mellékfolyója. Hossza 27,8 km, vízgyűjtő területe 348,5 km².
Forrása 198 méter magasan Wolanów közelében van. Lisównál ömlik a Radomkába. 
Az 1970-es években a folyón a radomi Borki városrészben víztározót alakították ki úgy, hogy gáttal felduzzasztották a vizét. A víztározó területe mintegy 9 hektár. Hosszúkás alakja van. Rekreációs és horgászati célokat szolgál, kedvelt kirándulóhely.

## Fordítás
Ez a szócikk részben vagy egészben  a   Mleczna (dopływ Radomki) című lengyel Wikipédia-szócikk ezen változatának fordításán alapul.  Az eredeti cikk szerkesztőit annak laptörténete sorolja fel. Ez a jelzés csupán a megfogalmazás eredetét és a szerzői jogokat jelzi, nem szolgál a cikkben szereplő információk forrásmegjelöléseként.